# Lucky Jim
Lucky Jim, eigentlich Gordon Grahame (geb. in Penicuik) ist ein schottischer Sänger und Autor. Der Künstlername ist gleichzeitig der Name seiner Band.

## Leben
Grahame, der ursprünglich aus der Nähe von Edinburgh stammt, lebt und arbeitet in London. Die Songs von Lucky Jim tragen oft eine bittersüße Melancholie in sich und erinnern an Werke von Jeff Buckley, sind oft aber weitaus komplexer instrumentalisiert und arrangiert. Wegen des Erfolgs des zweiten Albums wurde das erste Album Our Troubles End Tonight 2006 mit einigen Bonussongs erneut veröffentlicht.

## Diskografie

### Alben
- Our Troubles End Tonight (Skint Records), 2004
- Let It Come  (Skint Records), 2006
- All the King's Horses (Skint Records), 2006
- True North (Stella Maris), 2008
- The Soul Is Ugly But Love Is Blind (Stella Maris), 2011
- For The Love Of Emily (Stella Maris), 2011
- Copenhagen (Stella Maris), 2013
- The Lovers (Stella Maris), 2013

### Maxi-CD
- Lesbia Ep, 2004 (5 Titel)
- You Stole My Heart, 2004 (2 Titel)

### Vinyl-LP
- You're Lovely to Me, 2004

### Auf Compilations/Soundtracks
- Die fetten Jahre sind vorbei (Mute (EMI)), 2004

Soundtrack zum gleichnamigen Film, mit den Songs "Halleluja" (Cohen) und "My Soul Is On Fire"